# 李灼
李灼（?—?），清朝政治人物。

## 生平
李灼曾于1745年接替乔式祖任青浦县知县一职，1746年由万方极接任。